# Стоп-кодон
Стоп-кодон або кодон термінації трансляції — триплет нуклеотидних залишків в мРНК, що сигналізує про припинення (термінацію) синтезу поліпептидного ланцюга (трансляції). Стандартні стоп-кодони — УАА, УАГ і УГА (UAA, UAG, UGA).
Стоп-кодони виконують важливу функцію завершення (термінацію) збірки поліпептидного ланцюга. Деякі з них спричинюють обов'язкове припинення синтезу, інші є умовними.
Крім того, стоп-кодон, як кодон, при якому не відбувається включення амінокислоти в білок, ще називають безглуздим кодоном або нонсенс-кодоном.
| ДНК | Це незавершена стаття з генетики. Ви можете допомогти проєкту, виправивши або дописавши її. |